# Stefanie Klee

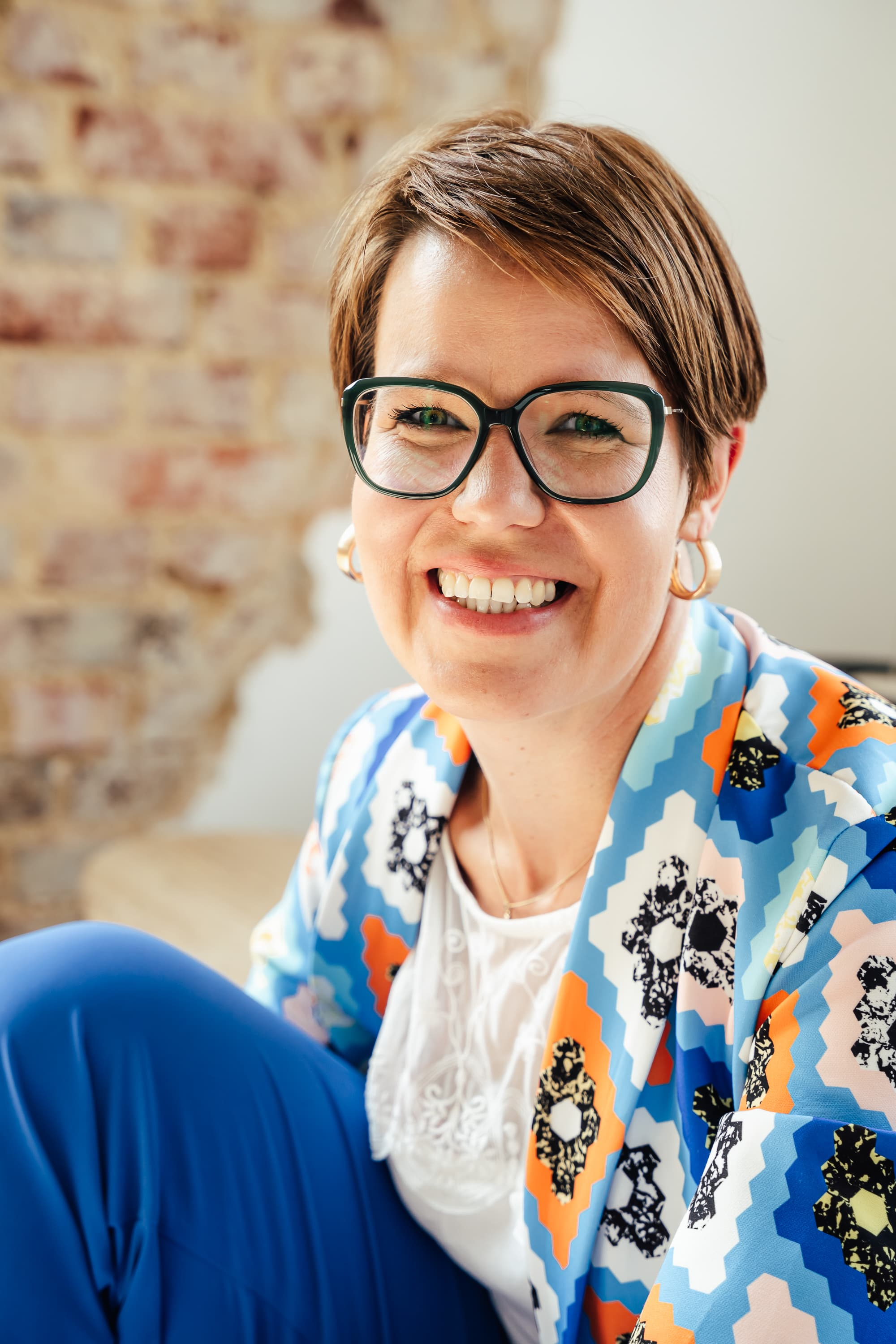
Stefanie Klee (2024)

Stefanie Klee (* 29. September 1982 in Fulda) ist eine deutsche Politikerin (CDU). Sie ist seit 2024 Abgeordnete des Hessischen Landtages.

## Leben
Klee wuchs in einem landwirtschaftlichen Betrieb in Eiterfeld auf. Nach dem Fachabitur absolvierte sie eine Ausbildung zur Gesundheits- und Krankenpflegerin und legte 2004 am Klinikum Fulda ihr Examen ab. Von 2004 bis 2008 arbeitete sie am Universitätsklinikum Heidelberg auf der Station der Neurochirurgie und danach im Fachpflegezentrum Mediana Neuro-Care in Hünfeld als Teamleiterin und später als stellvertretende Pflegedienstleiterin. Ab 2016 arbeitete sie als Pflegedienstleiterin im Mediana St. Ulrich in Hünfeld, wo sie 2019 Einrichtungsleiterin wurde.

## Politik
Klee war Mitglied der Jungen Union und trat in die CDU ein. Bei der Kommunalwahl in Hessen 2016 wurde sie in die Gemeindevertretung von Eiterfeld gewählt. Dort ist sie seit 2021 Fraktionsvorsitzende der CDU Eiterfeld. Seit 2022 amtiert sie als stellvertretende CDU Kreisvorsitzende der CDU Fulda.
Bei der Landtagswahl in Hessen 2023 wurde Klee im Wahlkreis Hersfeld mit 34,6 % der Stimmen zur Wahlkreisabgeordneten gewählt. Sie setzte sich gegen die bisherige Abgeordnete des Wahlkreises durch.
Im Hessischen Landtag ist Klee für die CDU-Fraktion im Arbeits- und Sozialpolitischen Ausschuss, im Gesundheits- und Familienpolitischen Ausschuss sowie im Ausschuss für Wissenschaft und Kultur tätig, Klee ist ebenfalls Mitglied im Landesjugendhilfeausschuss.

## Ehrenamt und Engagement
Klee ist seit dem 18. Mai 2025 Präsidentin des Hessischen Musikverbandes.
Seit Ende 2024 ist sie zudem Vorsitzende des Katholikenrates im Bistum Fulda und Vorsitzende des Vereins Hessische Heimvolkshochschule Burg Fürsteneck e. V.
Sie ist im Musikverein Wölf, im Pfarrgemeinderat und als Lektorin tätig. Klee ist 1. Vorsitzende des Vereins SC lila Reckrod.